# Benjamin Verbič
Benjamin Verbič (født 27. november 1993 i Celje) er en slovensk professionel fodboldspiller, som spiller for den græske Super League-klub Panathinaikos  og Sloveniens landshold.
Han spillede fra sæsonen 2015-16 og indtil udgangen af 2017 for den danske klub F.C. København som venstre kant.

## Klubkarriere

### NK Celje
Verbič er født i Celje og debuterede for byens fodboldhold NK Celje den 29. maj 2011, hvor han blev skiftet ind med 24 minutter igen i en kamp i den slovenske PrvaLiga.
I sæsonen 2011-12 fik han 12 kampe (8 i startopstillingen) og sit første liga-mål den 3. april 2012 i en kamp mod Olimpija Ljubljana. I 2012-13 sæsonen fik han 26 kampe i ligaen og scorede tre mål.
I sæsonen 2012-13 blev han den 24. august blev han kortvarigt udlånt til NK Šampion i den næstbedste slovenske række, hvor han fik debut fire dage senere. Han spillede yderligere to kampe for klubben før han atter var tilbage for NK Celje. Verbič nåede med NK Celje den slovenske pokalfinale i 2013, hvor holdet tabte 0-1 til NK Maribor.
Ved udgangen af sæsonen 2014-2015 var han noteret for 12 mål og 11 assists i 30 kampe for NK Cejle og blev kåret som den bedste spiller i den slovenske liga.

### F.C. København
Den 27. april 2015 skrev han en fire-årig kontrakt med F.C. København gældende fra sæsonen 2015-16.

### Dynamo Kyiv
Efter opholdet i FCK skiftede han til Dynamo Kyiv.

## Landsholdskarriere
Verbič har spillet for det slovenske U21-landshold og debuterede for Sloveniens fodboldlandshold den  30. marts 2015 i en venskabskamp mod Qatar, hvor han i det 77. minut blev skiftet ind for Andraž Kirm.